# Ботріоген
Ботріоген — мінерал, водний сульфат магнію та заліза.

## Загальний опис
Хімічна формула: Mg Fe3 (SO4)2(OH)·7H2O. Містить (%): MgO — 4,4; Fe2О3 — 17,4; FeO — 7,9; SO3 — 34,9; H2O — 35,4. Сингонія моноклінна. Призматичні кристали або бруньковидні, гроновидні та сферолітові агрегати. Твердість 2-2,5. Густина 2,14. Блиск скляний. Колір від світло- до темно-оранжево-червоного. Риса жовта.

## Розповсюдження
Зустрічається разом з вторинними сульфатами у верхній окисненій частині сульфідних родовищ в посушливих регіонах. Знайдений на родовищах Чукікамата, Кетенья та Алькапарроса (Чилі), Сан-Хуан (Аргентина), Фалун (Швеція) і в США (шт. Каліфорнія та Пенсільванія).